# 汀泗桥镇
汀泗桥镇，是中华人民共和国湖北省咸寧市咸安区下辖的一个乡镇级行政单位。

## 行政区划
汀泗桥镇下辖以下地区：
汀泗桥社区、古田社区、花纹社区、黄荆塘村、古塘村、赤岗村、聂家村、赛丰村、马鞍村、彭碑村、长寿村、大桥村、古田村、洪口村、程益桥村、星星村、垅下村、大坪村和林场。